# Klapsigaar
Een klapsigaar is een feestartikel dat te koop is bij feestwinkels.  De sigaar ontploft na het aansteken, met een bedoeld komisch effect: een practical joke. In de sigaar is een kleine explosieve lading verborgen, dan wel een op warmte reagerend mechanisme dat de sigaar uiteen rukt.

## Fictie
De klapsigaar is overigens vaker te zien in humoristische fictie, zoals tekenfilms, slapstick (Great Guns) en stripverhalen, dan hij in het echt wordt aangetroffen. Het slachtoffer heeft dan na de ontploffing steevast een zwartgeblakerd gezicht.
In Sigaren voor de sjeik spelen klapsigaren een grote rol.

## Non-fictie
De Amerikaanse president  Ulysses S. Grant zou een klapsigaar aan een kennis hebben gegeven. De Amerikaanse schrijver Ernest Hemingway zou een van de vier lijfwachten van de Turkse generaal Ismet Inönü een klapsigaar hebben aangeboden. Toen deze afging, richtten de lijfwachten hun wapens op Hemingway, maar hij kwam er zonder kleerscheuren vanaf.
In de jaren vijftig en zestig speelde de Amerikaanse CIA met de gedachte Fidel Castro om het leven te brengen, waarbij het verbergen van een dodelijke klapsigaar tussen zijn voorraad sigaren een van de ideeën zou zijn geweest. Volgens de Saturday Evening Post van 4 november 1967 zou een CIA-agent in 1965 tijdens Castro's bezoek aan de Verenigde Naties in New York een politie-inspecteur hebben benaderd met het plan Castro een dergelijke sigaar te laten roken.